# Мар'ян Комбол
Мар'ян Комбол (1951) — хорватський дипломат. Надзвичайний і Повноважний Посол Хорватії в Україні (1999—2003).

## Життєпис
Народився у березні 1951 році в Загребі. У 1980 закінчив Загребський університет, кораблебудівний та механіко-інженерний факультети. Кандидат технічних наук. Володіє англійською мовою.
З 1981 по 1986 — консультант у сфері винаходів та інновацій.
З 1991 по 1992 — радник, керівник Департаменту Азії та Африки МЗС Хорватії.
З 1992 по 1993 — директор Департаменту МЗС Хорватії.
З 1993 по 1995 — очолив Службу протоколу МЗС Хорватії.
З 1995 по 1998 — Надзвичайний і Повноважний Посол Хорватії в Ісламабаді (Пакистан).
З 1999 по 2003 — Надзвичайний і Повноважний Посол Хорватії в Києві (Україна).
З 2004 по 30 червня 2007 р. — Надзвичайний і Повноважний Посол Хорватії в Тегерані (Іран).